# Lancer du disque masculin aux championnats du monde d'athlétisme 2013
Navigation
Daegu 2011 Pékin 2015
L'épreuve du lancer du disque masculin des championnats du monde de 2013 s'est déroulée les 12 et 13 août 2013 dans le Stade Loujniki, le stade olympique de Moscou. Elle est remportée par l'Allemand Robert Harting.

## Records et performances

### Records
Les records du lancer du disque hommes (mondial, des championnats et par continent) étaient avant les championnats 2013 les suivants.
| Record                    | Athlète         | Pays               | Distance | Lieu              | Date             |
| ------------------------- | --------------- | ------------------ | -------- | ----------------- | ---------------- |
| Record du monde           | Jürgen Schult   | Allemagne de l'Est | 74,08 m  | Neubrandenburg    | 6 juin 1986      |
| Record des championnats   | Lars Riedel     | Allemagne          | 69,72 m  | Edmonton          | 8 août 2001      |
| Record d'Afrique          | Frantz Kruger   | Afrique du Sud     | 70,32 m  | Salon-de-Provence | 26 mai 2002      |
| Record d'Asie             | Ehsan Hadadi    | Iran               | 69,32 m  | Tallinn           | 3 juin 2008      |
| Record d'Amérique du Nord | Ben Plucknett   | États-Unis         | 71,32 m  | Eugene            | 4 juin 1983      |
| Record d'Amérique du Sud  | Jorge Balliengo | Argentine          | 66,32 m  | Rosario           | 15 avril 2006    |
| Record d'Europe           | Jürgen Schult   | Allemagne de l'Est | 74,08 m  | Neubrandenburg    | 6 juin 1986      |
| Record d'Océanie          | Benn Harradine  | Australie          | 66,45 m  | Split             | 5 septembre 2010 |

### Meilleures performances de l'année 2013
Les dix lanceurs du disque les plus performants de l'année sont, avant les championnats, les suivants. 
|    | Athlète              | Pays        | Distance | Lieu                   | Date           |
| -- | -------------------- | ----------- | -------- | ---------------------- | -------------- |
| 1  | Piotr Malachowski    | Pologne     | 71,84 m  | Hengelo                | 8 juin 2013    |
| 2  | Robert Harting       | Allemagne   | 69,91 m  | Hengelo                | 8 juin 2013    |
| 3  | Benn Harradine       | Australie   | 68,20 m  | Townsville             | 10 mai 2013    |
| 4  | Julian Wruck         | Australie   | 68,16 m  | Claremont (Californie) | 1er juin 2013  |
| 5  | Martin Wierig        | Allemagne   | 67,46 m  | Ostrava                | 26 juin 2013   |
| 6  | Ehsan Hadadi         | Iran        | 66,98 m  | Ostrava                | 26 juin 2013   |
| 7  | Gerd Kanter          | Estonie     | 66,97 m  | Ostrava                | 26 juin 2013   |
| 8  | Brett Morse          | Royaume-Uni | 66,84 m  | Cardiff                | 30 juin 2013   |
| 9  | Lois Maikel Martínez | Cuba        | 65,98 m  | Donnas                 | 7 juillet 2013 |
| 10 | Viktor Butenko       | Russie      | 65,97 m  | Sotchi                 | 25 mai 2013    |

## Engagés
Pour se qualifier, il faut avoir réalisé au moins 66,00 m (minimum A) ou 64,00 m (minimum B) entre le 1er octobre 2012 et le 29 juillet 2013.

## Médaillés
| Or             | Argent            | Bronze      |
| Robert Harting | Piotr Małachowski | Gerd Kanter |

## Résultats

### Finale
| Rang               | Athlète           | Pays           | Essais  | Essais  | Essais  | Essais  | Essais  | Essais  | Marque  | Notes |
| Rang               | Athlète           | Pays           | 1       | 2       | 3       | 4       | 5       | 6       | Marque  | Notes |
| ------------------ | ----------------- | -------------- | ------- | ------- | ------- | ------- | ------- | ------- | ------- | ----- |
| Médaille d'or      | Robert Harting    | Allemagne      | 62,16 m | 68,13 m | X       | 69,11 m | -       | 69,08 m | 69,11 m |       |
| Médaille d'argent  | Piotr Małachowski | Pologne        | 64,49 m | X       | 65,09 m | 67,18 m | 68,36 m | 67,21 m | 68,36 m |       |
| Médaille de bronze | Gerd Kanter       | Estonie        | 64,90 m | 65,19 m | X       | X       | X       | X       | 65,19 m |       |
| 4                  | Martin Wierig     | Allemagne      | X       | 63,72 m | X       | 65,02 m | X       | 63,42 m | 65,02 m |       |
| 5                  | Victor Hogan      | Afrique du Sud | 64,35 m | 62,84 m | 60,98 m | 61,69 m | X       | 63,44 m | 64,35 m |       |
| 6                  | Robert Urbanek    | Pologne        | 63,58 m | 62,20 m | 64,32 m | 64,01 m | 62,05 m | 62,70 m | 64,32 m |       |
| 7                  | Vikas Gowda       | Inde           | 63,41 m | X       | 62,20 m | 64,03 m | 63,67 m | 63,64 m | 64,03 m |       |
| 8                  | Viktor Butenko    | Russie         | X       | 63,38 m | X       | X       | X       | X       | 63,38 m |       |
| 9                  | Frank Casañas     | Espagne        | 62,40 m | 62,89 m | 61,26 m |         |         |         | 62,89 m |       |
| 10                 | Jorge Fernández   | Cuba           | 62,88 m | 62,39 m | 62,50 m |         |         |         | 62,88 m |       |
| 11                 | Julian Wruck      | Australie      | 60,91 m | 61,80 m | 62,40 m |         |         |         | 62,40 m |       |
| 12                 | Mario Pestano     | Espagne        | X       | 60,13 m | 61,88 m |         |         |         | 61,88 m |       |

### Qualifications
| Rang | Athlète             | Pays           | Distance | Essais  | Essais  | Essais  | Essais |
|      |                     |                |          | Essai 1 | Essai 2 | Essai 3 | Note   |
| ---- | ------------------- | -------------- | -------- | ------- | ------- | ------- | ------ |
| 1    | Robert Harting      | Allemagne      | 66,62 m  | 66,62 m |         |         | Q      |
| 2    | Gerd Kanter         | Estonie        | 65,54 m  | 65,54 m |         |         | Q      |
| 3    | Robert Urbanek      | Pologne        | 64,21 m  | 62,89 m | X       | 64,21 m | q      |
| 4    | Vikas Gowda         | Inde           | 63,64 m  | 63,64 m | 62,59 m | 62,67 m | q      |
| 5    | Mario Pestano       | Espagne        | 62,80 m  | 62,80 m | 61,79 m | 62,15 m | q      |
| 6    | Victor Hogan        | Afrique du Sud | 62,45 m  | X       | 62,45 m | 61,59 m | q      |
| 7    | Christoph Harting   | Allemagne      | 62,28 m  | 62,17 m | 62,28 m | 60,36 m |        |
| 8    | Ercüment Olgundeniz | Turquie        | 60,81 m  | 59,55 m | 60,81 m | X       |        |
| 9    | Apostolos Parellis  | Chypre         | 59,84 m  | 59,84 m | 56,95 m | 59,08 m |        |
| 10   | Benn Harradine      | Australie      | 59,68 m  | X       | 59,68 m | X       |        |
| 11   | Brett Morse         | Royaume-Uni    | 59,23 m  | X       | 59,23 m | 58,60 m |        |
| 12   | Niklas Arrhenius    | Suède          | 59,13 m  | 59,13 m | 57,39 m | 57,42 m |        |
| 13   | Lance Brooks        | États-Unis     | 59,08 m  | 59,08 m | X       | 57,94 m |        |
| 14   | Danijel Furtula     | Monténégro     | 58,28 m  | X       | 58,28 m | 58,26 m |        |
| 15   | Mahmoud Samimi      | Iran           | 57,77 m  | X       | 57,38 m | 57,77 m |        |

| Rang | Athlète                 | Pays            | Distance | Essais  | Essais  | Essais  | Essais |
|      |                         |                 |          | Essai 1 | Essai 2 | Essai 3 | Note   |
| ---- | ----------------------- | --------------- | -------- | ------- | ------- | ------- | ------ |
| 1    | Piotr Małachowski       | Pologne         | 66,00 m  | 66,00 m |         |         | Q      |
| 2    | Jorge Fernández         | Cuba            | 64,86 m  | 64,86 m |         |         | q      |
| 3    | Martin Wierig           | Allemagne       | 64,06 m  | 63,47 m | 64,06 m |         | q      |
| 4    | Frank Casañas           | Espagne         | 63,17 m  | X       | X       | 63,17 m | q      |
| 5    | Viktor Butenko          | Russie          | 63,07 m  | X       | 63,07 m | X       | q      |
| 6    | Julian Wruck            | Australie       | 62,48 m  | 60,36 m | 60,84 m | 62,48 m | q      |
| 7    | Erik Cadée              | Pays-Bas        | 62,14 m  | 61,75 m | 62,14 m | X       |        |
| 8    | Martin Marić            | Croatie         | 61,98 m  | 61,98 m | X       | 61,58 m |        |
| 9    | Virgilijus Alekna       | Lituanie        | 61,91 m  | 61,91 m | 61,56 m | 61,27 m |        |
| 10   | Gerhard Mayer           | Autriche        | 59,85 m  | 59,85 m | 58,19 m | 59,81 m |        |
| 11   | Musab Ibrahim Al-Momani | Jordanie        | 59,38 m  | 58,20 m | 58,84 m | 59,38 m |        |
| 12   | Ronald Julião           | Brésil          | 59,36 m  | X       | 59,36 m | 57,77 m |        |
| 13   | Giovanni Faloci         | Italie          | 57,54 m  | 57,23 m | 55,66 m | 57,54 m |        |
| 14   | Alex Rose               | Samoa           | 56,19 m  | 54,62 m | 56,19 m | 54,31 m |        |
| 15   | Sultan Al-Dawoodi       | Arabie saoudite | 55,94 m  | 54,08 m | X       | 54,08 m |        |

## Légende
Records et Performances
- AR : Record continental (area record)
- CR : Record des championnats (championship record)
- MR : Record du meeting (meet record)
- NR : Record national (national record)
- OR : Record olympique (olympic record)
- PR : Record paralympique (paralympic record)
- PB : Record personnel (personal best)
- SB : Meilleure performance personnelle de la saison (season's best)
- WL : Meilleure performance mondiale de l'année (world leader)
- WJR : Record du monde junior (world junior record)
- WR : Record du monde (world record)

Circonstances et Conditions
- DNF : N'a pas terminé (did not finish)
- DNS : N'a pas pris le départ (did not start)
- DQ : Disqualification (disqualification)
- NM : Aucun essai valable enregistré (No Mark)
- Q : Qualifié « directement » au prochain tour (ou à la prochaine compétition), lors d'une compétition majeure, grâce au classement ou à la réalisation des minima (automatic qualifier)
- q : Qualifié au prochain tour (ou à la prochaine compétition), lors d'une compétition majeure, grâce au repêchage ou à la réalisation de l'une des meilleures performances parmi celles des « non qualifiés directement » (grâce au meilleur temps ou à la meilleure distance par exemple) (secondary qualifier)